# Pepe Cáceres
José Humberto Eslava Cáceres, más conocido como Pepe Cáceres (Honda, 16 de marzo de 1935-Bogotá, 16 de agosto de 1987), fue un torero colombiano.

## Biografía
Durante su infancia y el inicio de su adolescencia estuvo más inclinado al fútbol que al toreo, hasta que en 1949 presenció una corrida de toros y decidió seguir los pasos taurinos. 
Debutó como novillero el 1 de noviembre de 1952, y viajó a España en 1955 donde realizó en la primera temporada diez novilladas con gran éxito. Tomó la alternativa en la Maestranza de Sevilla el 30 de septiembre de 1956, siendo su padrino Antonio Bienvenida. Sus triunfos más sonados a lo largo de su dilatada carrera fueron en la Monumental de México y en la Plaza de toros de Bogotá.

## Fallecimiento
Falleció a los 52 años a causa de una cornada que recibió el 20 de julio de 1987 en la plaza de toros La Pradera de Sogamoso, del toro llamado Monín que le produjo lesiones de las que no se pudo recuperar hasta su deceso el 16 de agosto en Bogotá, en la Clínica Fundación Santa Fe. Había anunciado su retirada para el año siguiente.
Pepe Cáceres fue el torero por excelencia de la ciudad de Manizales, en ella se hizo maletilla, novillero y torero y actuó en 57 corridas de 25 Temporadas Feriales, donde obtuvo 4 Trofeos Oficiales de la Feria de Manizales, (la famosa réplica de la Catedral) en los años: 1958-1959-1962 y 1968, según datos proporcionados por Vicente F. Arango Estrada, estadígrafo taurino de las 62 Temporadas y miembro del Centro de Historia de Manizales. 